# Cercosaura phelpsorum
Cercosaura phelpsorum är en ödleart som beskrevs av  Lancini 1968. Cercosaura phelpsorum ingår i släktet Cercosaura och familjen Gymnophthalmidae. Inga underarter finns listade i Catalogue of Life.